# Кумухская джума-мечеть
Кумухская джума-мечеть — джума-мечеть Кумуха, первая  мечеть в Дагестане и на Кавказе. Построена в свойственном для древней лакско-арабской архитектуры стиле. Объект культурного наследия России федерального значения

## История
Согласно исторической хронике Дербенд-наме, в VIII веке лакский Кумух имел важное политическое значение для арабов, стремившихся укрепится в горном Дагестане. В 734 году арабский военачальник Абу Муслим захватил Кумух и построил там пятничную мечеть, скорее всего для арабского гарнизона.
Эта мечеть могла быть построена из дерева и глины и означала арабо-исламскую власть. В 738 году лакцы освободились от власти арабов. В 739 году арабы под руководством военачальника Марвана вновь захватили горный Дагестан. В 778 году в Кумухе была построена джума-мечеть из камня, в том виде, который она имеет сегодня. Строительство этой мечети говорит о том, что жители Кумуха приняли ислам добровольно. В мечети имеется старинная надпись: «В 162 г. хиджры священную мечеть построили они ради благочестия ко Всевышнему Аллаху».
В разные годы эта надпись была зафиксирована учёными-арабистами Д. Н. Анучиным (1882 г.), Д. Б. Бушаевым (1894 г.), М. Алихановым-Аварским и Е. И. Казубским (1902 г.). Историк Лавров, посетивший Кумух в 50-х годах, писал: «на западной стороне мечети есть арабская надпись, повествующая о том, что мечеть построена в 778/79 г. и несколько раз бывала отремонтирована».
В IX веке, с распадом халифата, лакцы освободились от власти арабов, но ислам продолжал распространяться у лакцев. Имена мусульманских правителей Кумуха в истории начинаются с конца XIII в.

## Критика
Ряд авторитетных исследователей критикуют дату постройки мечети, так-как нет документальной фиксации. 

Известный дагестанский историк Шихсаидов ставит под сомнение дату основания мечети, так-как она "переписана" лишь в XX веке, а подленник не обнаружен. Другой дагестанский исследователь, М. М. Саидов тоже ставит под сомнение. Он утверждал, что это сплошная выдумка незадачливых компиляторов и безответственных переписчиков — «любителей истории». Попытка русского этнографа XIX века, Н. И. Воронова непосредственно обнаружить надпись также оказалась безуспешной: 
Мѣстный кадій, къ сожалѣнію, не могъ указать намъ этой надписи, а та самая мечеть, которая въ Кумухѣ считается главною и самою древнею, видимо позднѣйшей постройки.

Известный лакский публицист, Саид Габиев, не соглашаясь с мнением Л. И. Лаврова о том, что Джума-мечеть в Гази-Кумухе датируется VIII веком, пиишет: 
…что она была построена в XVII веке Мухаммед-ханом…

## Галерея

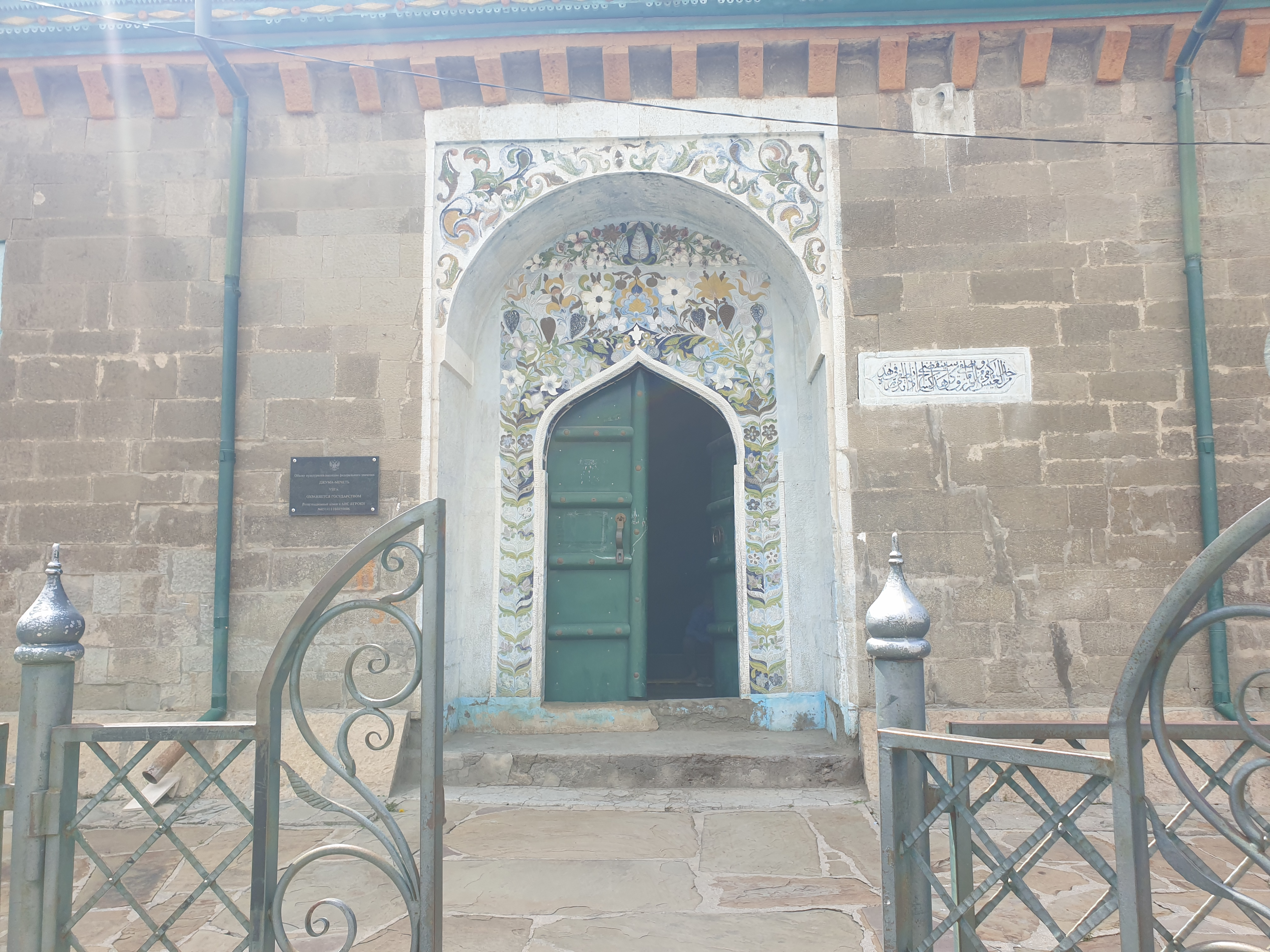
Вход
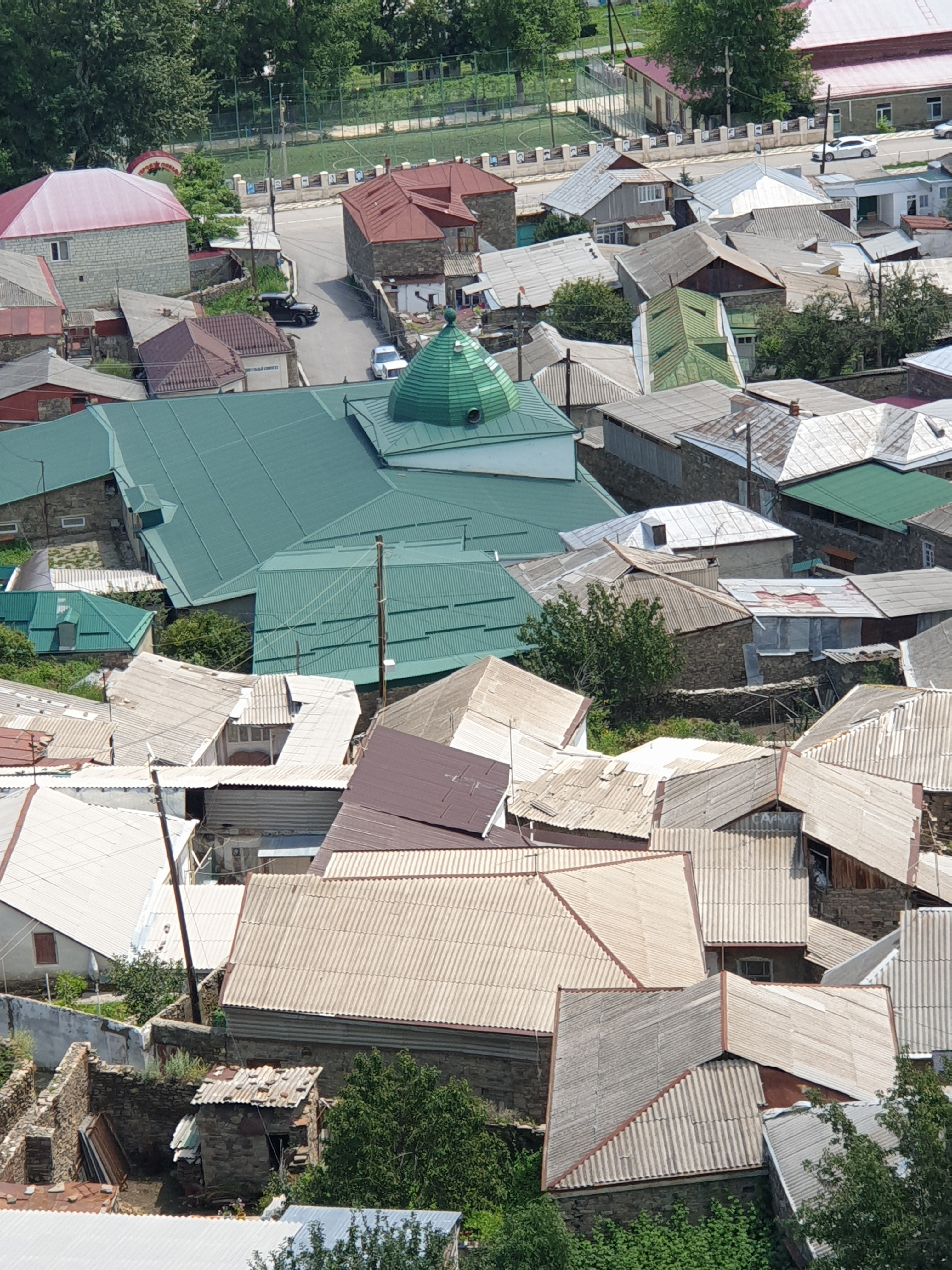
Вид сверху
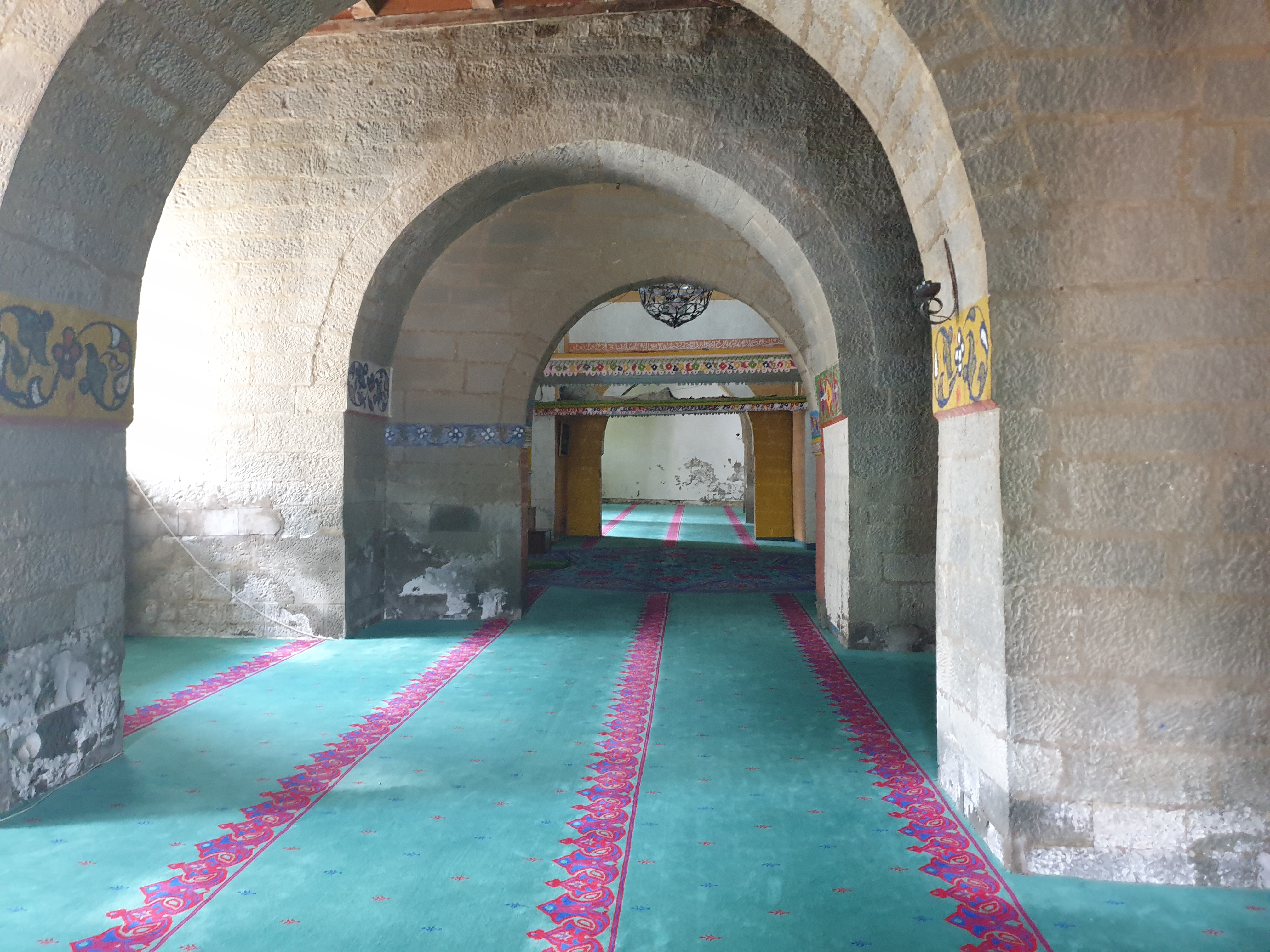
Интерьер